# Гвинея-Бисау
Гвине́я-Биса́у (порт. Guiné-Bissau), официальное название — Респу́блика Гвине́я-Биса́у (порт. República da Guiné-Bissau [ʁɛˈpublikɐ dɐ ɡiˈnɛ biˈsau]) — государство в Западной Африке, бывшая португальская колония, независимое государство с 24 сентября 1973 года. Кроме материковой части, включает остров Болама и архипелаг Бижагош. Граничит с Сенегалом на севере и Гвинеей на юго-востоке.
Гвинея-Бисау была частью королевства Каабу, а также частью Империи Мали. Часть её территорий просуществовала в их составе до XVIII века, а некоторые другие находились под властью Португальской империи с XVI века. В XIX веке они стали частью Португальской Гвинеи. Гвинея-Бисау имеет историю политической нестабильности с момента обретения независимости, и только один избранный президент (Жозе Мариу Ваш) успешно отбыл полный пятилетний срок. Нынешним президентом является Умару Сисоку Эмбало, избранный 29 декабря 2019 года.
Для 2 % населения португальский является родным языком, а для 33 % он является вторым. Также широко распространён гвинейский креольский язык. Согласно исследованию 2012 года, для 54 % населения он является родным, и для около 40 % вторым. Остальные говорят на различных коренных африканских языках. Основными религиями являются христианство и ислам. Валовой внутренний продукт на душу населения в стране является одним из самых низких в мире.
Гвинея-Бисау является членом ООН (1974), Африканского союза (1973), МВФ (1977), МБРР (1977), Экономического сообщества стран Западной Африки (ЭКОВАС; 1975), Западноафриканского экономического и валютного союза (1997), ВТО (1995), Организации исламского сотрудничества, Содружества португалоязычных стран, Международной организации франкоязычных стран и Южноатлантической зоны мира и сотрудничества, также она была членом ныне несуществующего Латинского союза.

## Этимология
В колониальный период страна была частью Португальской Гвинеи. После провозглашения независимости в 1973 году страна стала именоваться Гвинея-Бисау. Этот топоним состоит из компонентов Гвинея — название географической области, где расположена страна, и, для отличия от одноимённого соседнего государства, Бисау — названия собственной столицы.

## География

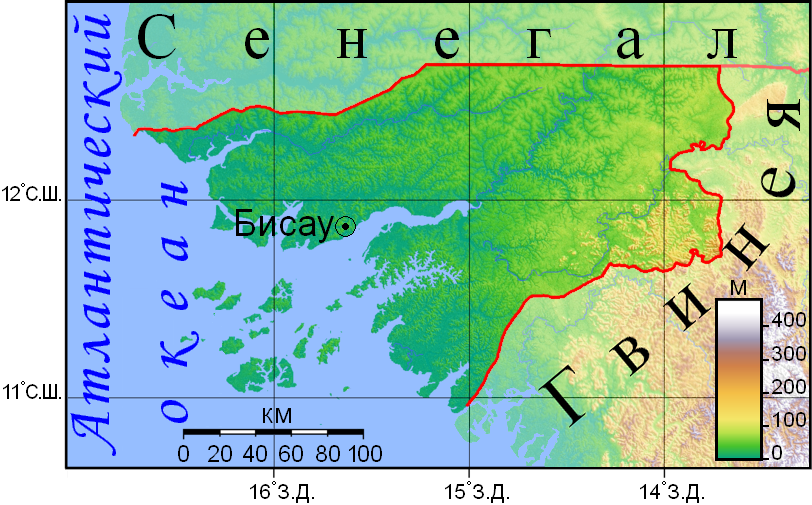
Рельеф Гвинеи-Бисау

Сложная береговая линия Гвинеи-Бисау сильно расчленена эстуариями рек. Острова Бижагош, расположенные у атлантического побережья страны, сформировались при затоплении древней дельты реки Жеба. На юго-восток страны заходят отроги плато Фута-Джалон, высотой до 262 м. От него с востока на запад простирается плоская аллювиально-морская низменность (местами заболоченная), постепенно опускающаяся, так как расположена в области новейших погружений на континентальной окраине Африки. Из полезных ископаемых известны месторождения бокситов, фосфоритов, золота, а на шельфе — нефти и газа.
Климат — субэкваториальный муссонный с влажным летом и сухой зимой. Средняя температура воздуха ≈ +26 °C в течение всего года. Годовое количество осадков уменьшается от 3000 мм на побережье до 1200 мм на востоке, где часты засухи и пыльные бури.
Густая речная сеть представлена многоводными реками (Жеба, Кашёу, Корубал, Балана), судоходными на значительном протяжении.
Вдоль побережья произрастают мангровые леса на болотных мангровых почвах, сменяющиеся листопадно-вечнозелёными лесами, а за ними, во внутренних районах страны по долинам рек встречаются галерейные леса на аллювиальных почвах, а на месте вырубленных лесов — высокотравные саванны на красных ферраллитных почвах. Коренные леса занимают 37 % территории Гвинеи-Бисау, ежегодно сокращаясь на 1 %. Из животных лучше других сохранились птицы, а млекопитающие большей частью истреблены человеком (встречаются обезьяны, бегемоты, выдры, ламантины).

## История

### Доколониальный период
Древняя история Гвинеи-Бисау недостаточно изучена. По данным археологов, примерно в 1000 году нашей эры на этой территории проживали охотники-собиратели, впоследствии они освоили земледелие с использованием железных инструментов, выращивали просо и бобовые. Жили первобытно-общинным строем, переходя к рабовладению.

### Колониальный период
В 1446 году португальская экспедиция во главе с Нуну Триштаном, высадившаяся на побережье Африки, назвала новооткрытую землю Гвинеей. Нуну Триштан и часть членов этой экспедиции были убиты местными жителями. В течение последующих 20 лет португальцы не высаживались на побережье. В 1466 году король Португалии пожаловал своим подданным, осваивавшим расположенные поблизости острова Зелёного Мыса (ныне государство Кабо-Верде), право на освоение Гвинеи.
Португальцы с островов Зелёного Мыса начали активно осваивать территорию Гвинеи в 1471—1475 годах и строить там укреплённые фактории для обороны от аборигенов. Позже на этом побережье основали свои базы французские, английские и голландские корсары. К XVII веку на побережье Гвинеи было несколько поселений европейцев. Наиболее значительными из них были Фарин, Кашеу, Бисау, в которых европейцы осуществляли покупки рабов у местных племенных вождей, в обмен на металлические изделия (бытовую утварь, инструменты, украшения). Купленных рабов отправляли на сахарные и табачные плантации Бразилии.
Несмотря на налаженную торговлю, аборигены неоднократно предпринимали попытки захватить поселения европейцев, чтобы завладеть их имуществом. Так, только в течение 1840-х годов туземцы трижды пытались захватить крупнейшую базу португальцев — Бисау, причём в этом участвовали даже аборигены, обращённые в христианство («груметаш»).
Территория Гвинеи управлялась губернатором островов Зелёного мыса. В 1879 году Гвинея была преобразована в отдельную колонию Португальская Гвинея. По франко-португальскому договору 1886 года значительная часть территории отошла к Франции (современная Гвинея).
С начала XX века португальские колонизаторы стали создавать на территории нынешней Гвинеи-Бисау города (Бисоран, Мансаба, Фулакунда и др.). Португальские торговые компании закупали у аборигенов сельхозпродукцию (в основном арахис, плоды пальм), взамен продавая промышленную продукцию.

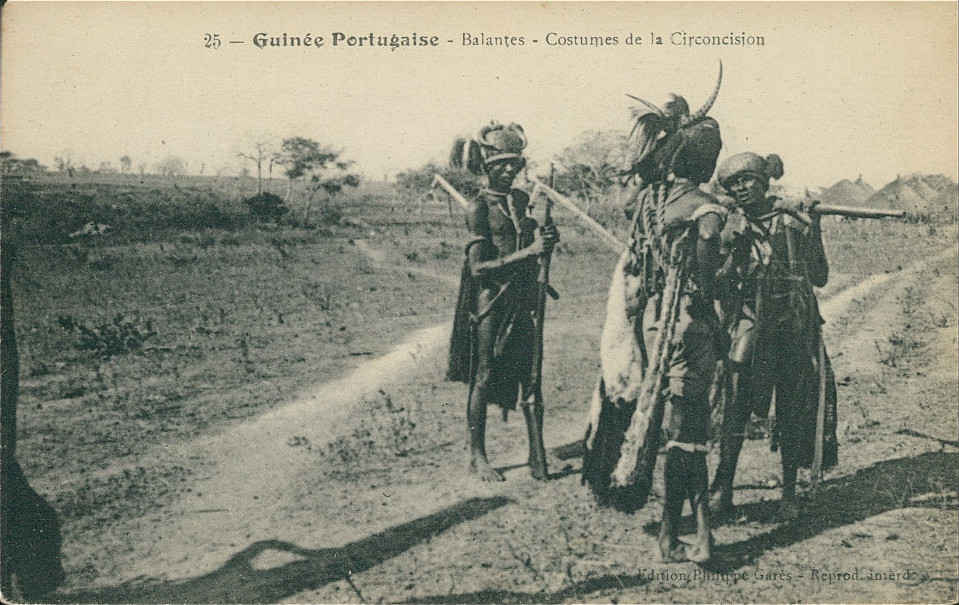
Жители страны в колониальные времена

В 1951 году колониальный статус был отменён, территория стала заморской провинцией Португалии. Часть аборигенов получила права граждан метрополии («асимиладуш» — умеющие писать по-португальски, исповедующие католицизм и носящие европейскую одежду).
С начала 1960-х годов в Португальской Гвинее, как и в двух других крупных португальских заморских провинциях в Африке, Анголе и Мозамбике, развернулась повстанческая война против Португалии под руководством марксистской партии ПАИГК, идеологически близкой МПЛА и ФРЕЛИМО.
Военные действия, начатые по приказу ПАИГК в январе 1963 года, протекали в целом с преимуществом повстанцев. Этой ситуации не изменило даже убийство лидера ПАИГК Амилкара Кабрала 20 января 1973 года.
24 сентября 1973 года на территории, находившейся под контролем ПАИГК, к тому времени составлявшей от 50 до 70 процентов территории заморской провинции, в освобождённом районе Мадина-ду-Боэ, Национальное народное собрание Гвинеи-Бисау провозгласило независимую Республику Гвинея-Бисау. Председателем Госсовета был избран Луиш Кабрал, председателем Совета государственных комиссаров (премьер-министром) — Франсишку Мендеш.

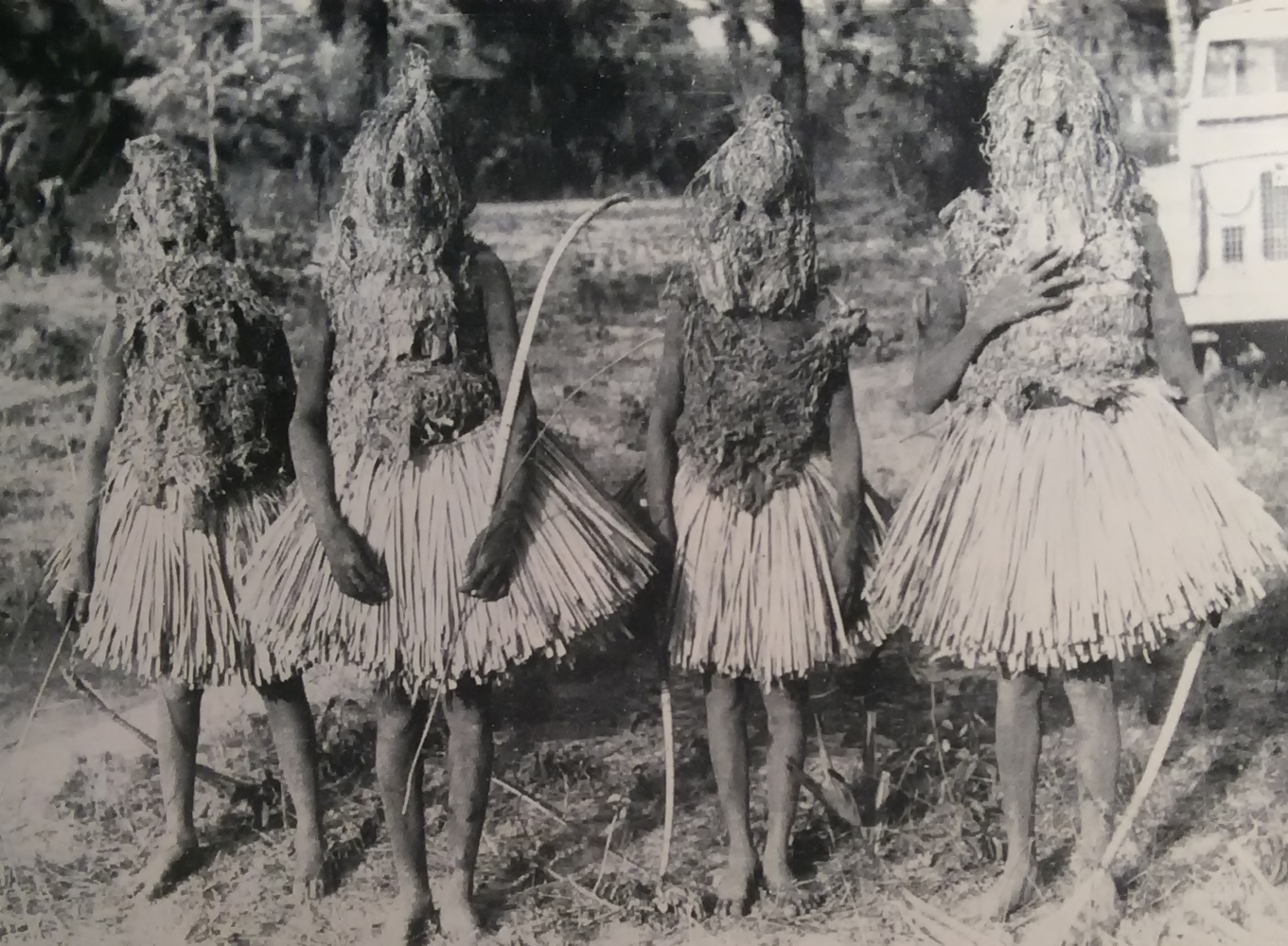
Жители страны на карнавале в 1969 г.

После того, как в Португалии 25 апреля 1974 году произошла революция, новое правительство республики 10 сентября 1974 года признало независимость Гвинеи-Бисау.

### Период независимости
После обретения страной независимости в ней была установлена однопартийная политическая и командно-плановая экономическая система, единая с Кабо-Верде, так как ПАИГК была общей единой правящей партией в обоих государствах.

Гвинея-Бисау придерживалась в целом просоветской ориентации во внешней политике, предоставила аэродромы для транзита кубинских войск в Анголу, хотя и ответила отказом на предложение советской стороны о создании в эстуарии реки Жеба военно-морской базы. Одновременно Гвинея-Бисау посылала воинский контингент в Анголу для поддержки правительства в войне с ЮАР и вооружённой оппозицией.
Имеет дипломатические отношения с Россией (установлены с СССР 06.10.1973).
В 1977 году ПАИГК ввела монополию на закупки и экспорт пальмового масла, установила единые закупочные цены на рис и арахис. В результате экономическое и финансовое положение Гвинеи-Бисау резко ухудшилось. 
 14 ноября 1980 года произошёл бескровный государственный переворот: председатель Совета государственных комиссаров (правительства) Республики Гвинея-Бисау Жуан Бернарду Виейра сместил председателя Государственного совета (парламента) Республики Гвинеи-Бисау Луиша Кабрала (который был арестован), от власти были отстранены и другие функционеры ПАИГК из числа мулатов — выходцев с Кабо-Верде, которые были вынуждены покинуть Гвинею-Бисау.
После 1986 года началась либерализация экономики, в 1989 году принята новая конституция, разрешившая создание альтернативных политических партий. На выборах 1990 года ПАИГК одержала победу с подавляющим количеством голосов, однако 1990-е годы отмечены все возрастающей нестабильностью. В июне 1998 года была предпринята попытка военного переворота, начались столкновения между мятежниками и правительственными войсками. Правительство сумело удержаться у власти во многом благодаря присутствию в Гвинее-Бисау войск из соседних стран — Гвинеи и Сенегала.

В мае 1999 года Виейра ушёл в отставку с должности президента страны.

В феврале 2000 года временное правительство передало власть оппозиционному лидеру Кумба Яла.

В сентябре 2003 года Кумба Яла был смещён в результате бескровного военного переворота, временным президентом стал бизнесмен Энрике Роза.

В 2005 году президентом вновь стал Жуан Бернарду Виейра.
После того, как 1 марта 2009 года в здании штаб-квартиры армии произошёл взрыв, в результате которого был смертельно ранен начальник генштаба генерал Тагме На Вайе, его сторонники в армии заявили, что президент Виейра «был одной из основных фигур, ответственных за гибель Тагме». Начались уличные беспорядки, военные обвинили президента в гибели генерала. Утром 2 марта солдаты, верные погибшему начальнику штаба, атаковали президентский дворец. Жуан Бернарду Виейра был убит ими, когда пытался покинуть здание своей резиденции.
Вслед за этими событиями на выборах нового президента победил Малам Бакай Санья, представляющий крупнейшую в парламенте ПАИГК.
26 декабря 2011 года имела место попытка нового переворота: военные атаковали здание генштаба и ряд других объектов с целью захвата оружия. Произведены аресты среди высших офицеров, которых подозревают к причастности. Арестован глава ВМС адмирал Жозе Америго Бубо На Чуто, которого считали главным «мозговым центром прошедших выступлений».
В январе 2012 г. в парижской больнице скончался тяжело болевший президент Санья, который для многих олицетворял собой стабилизирующую силу. Со смертью действующего президента хронический внутриполитический кризис и борьба за власть обострились с новой силой, что и привело к новому кризису. 

В первом туре президентских выборов 18 марта глава правящей ПАИГК Карлуш Гомеш Жуниор, занимавший на момент голосования пост премьер-министра, получил 49 % голосов и уверенно шёл к победе. Второе место занял оппозиционер, лидер Партии социального обновления Мохамед Ялу Эмбалуа, который занимал уже пост президента с 2000 года, был смещён военными в 2003 году, а в 2008 принял ислам и новое имя. Ялу заявил о массовых фальсификациях и отказался от участия во втором туре выборов. 

Однако второй тур, намеченный на 29 апреля, не состоялся.
13 апреля 2012 года в Гвинее-Бисау произошел военный переворот. Военными во главе с Мамаду Туре Курума были арестованы временный президент страны Раймунду Перейра и бывший премьер-министр, кандидат на пост президента Карлуш Гомеш Жуниор, которых впоследствии освободили и перевезли в Кот-д’Ивуар. Хунта объявила о формировании Переходного совета. Часть политиков в Гвинее-Бисау и международные организации, включая ООН (18 мая Совет безопасности ООН принял резолюцию о запрете на вылет из страны всем членам Военного Совета), Содружество португалоязычных стран, Европейский Союз, Африканский Союз, ЭКОВАС, осудили действия хунты и призвали восстановить в стране конституционный порядок. 

Было подписано соглашение, по которому с 11 мая временным президентом стал спикер Национального собрания Мануэль Сериф Намаджо, который занял на выборах третье место. 

Ожидалось, что новые выборы будут проведены в 2014 году, а до них страной будет управлять временное правительство.
22 октября 2012 было объявлено о новой попытке переворота. Погибло 7 человек, правительство объявило, что за нападением стоят Португалия и Содружество португалоязычных стран.
18 мая 2014 победителем президентских выборов во 2-м туре стал кандидат от крупнейшей партии «Африканская партия независимости Гвинеи и Кабо-Верде» (ПАИГК) Жозе Мариу Ваш.
Через неделю после принесения присяги в качестве президента Ваш назначил лидера выигравшей парламентские выборы партии ПАИГК Домингуша Симоеш Перейру новым главой правительства. Однако в стране продолжал усугубляться кризис и из-за усиления разногласий с премьер-министром по вопросу пересечения их обязанностей после перехода к гражданскому правлению 20 августа 2015 года правительство Перейру было распущено. Новым премьер-министром стал Басиро Дха, однако его кандидатура вызвала неодобрение среди некоторых членов правящей партии ПАИГК, которые призвали к протестам в столице. В связи с этим 17 сентября был назначен новый премьер-министр — Карлос Коррейя, который трижды до этого уже занимал эту должность.

## Государственное устройство
Республика. Глава государства — президент, избираемый населением на неограниченное число 5-летних сроков. Законодательная власть — однопалатная государственная народная ассамблея, 100 депутатов, избираемых населением на 4-летний срок (последние выборы прошли 13 апреля 2014 года).
Основные политические партии:
- ПАИГК — левая, 55 депутатов
- Партия социального обновления — левоцентристская, 41 депутат
- Новая демократическая партия — 1 депутат
- Партия демократической конвергенции — 2 депутата
- Союз за перемены — 1 депутат
- Демократический социальный фронт — левоцентристская, в парламенте не представлена

## Административное деление

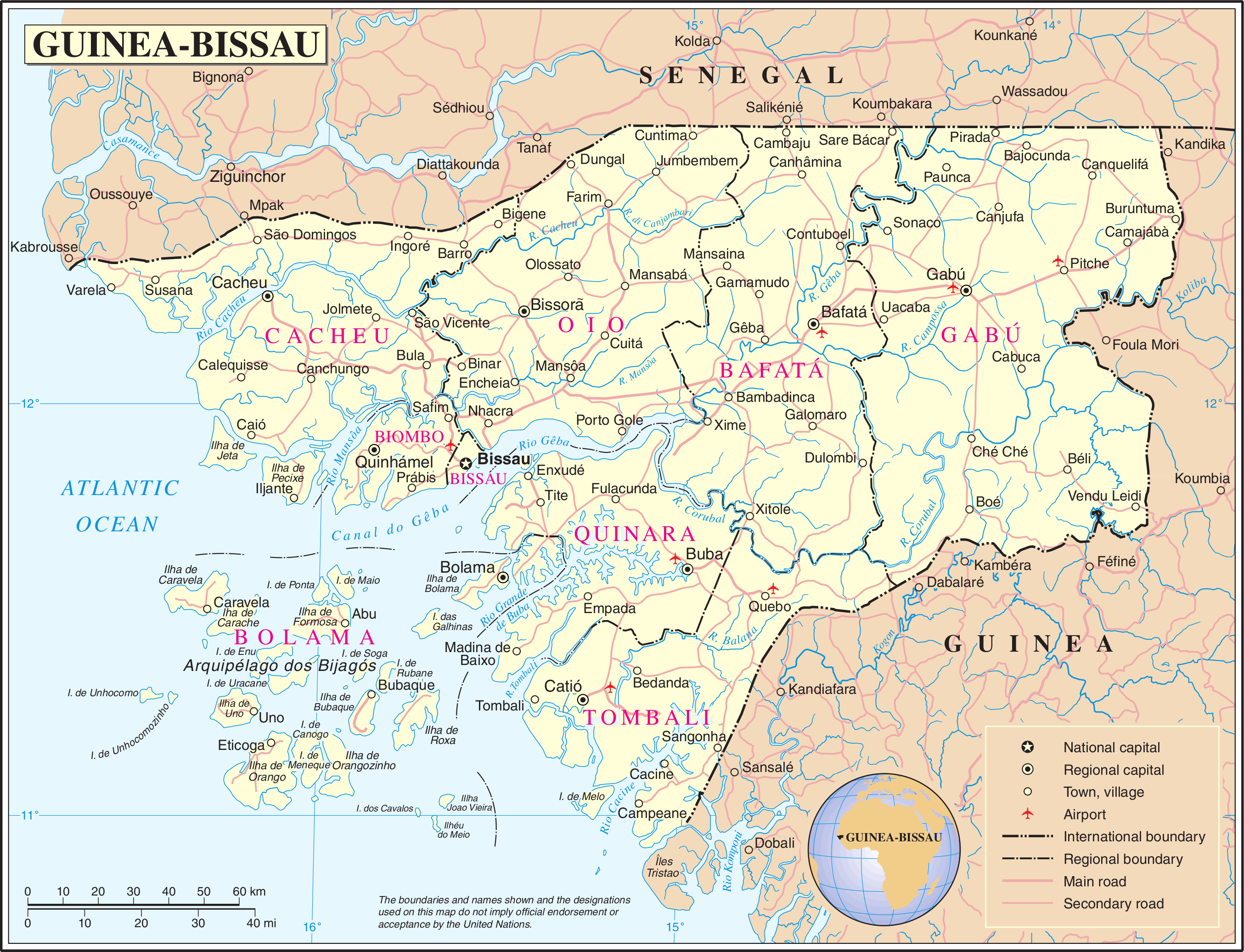
Административно-территориальное деление Гвинеи-Бисау (2007)

Гвинея-Бисау — унитарная республика, состоящая из восьми континентальных округов и одного островного, расположенного на архипелаге Бижагош. Столица страны выделена в самостоятельный округ Бисау, являющийся наименьшим по площади, но самым большим по населению. Островной округ Болама заселён наименее всего.

## Внешняя политика
Страна вошла в ООН, 17 сентября 1974 года.
У Гвинеи Бисау установлены двусторонние дипломатические отношения с 72 странами мира. Страна имеет 10 посольств.

## Население

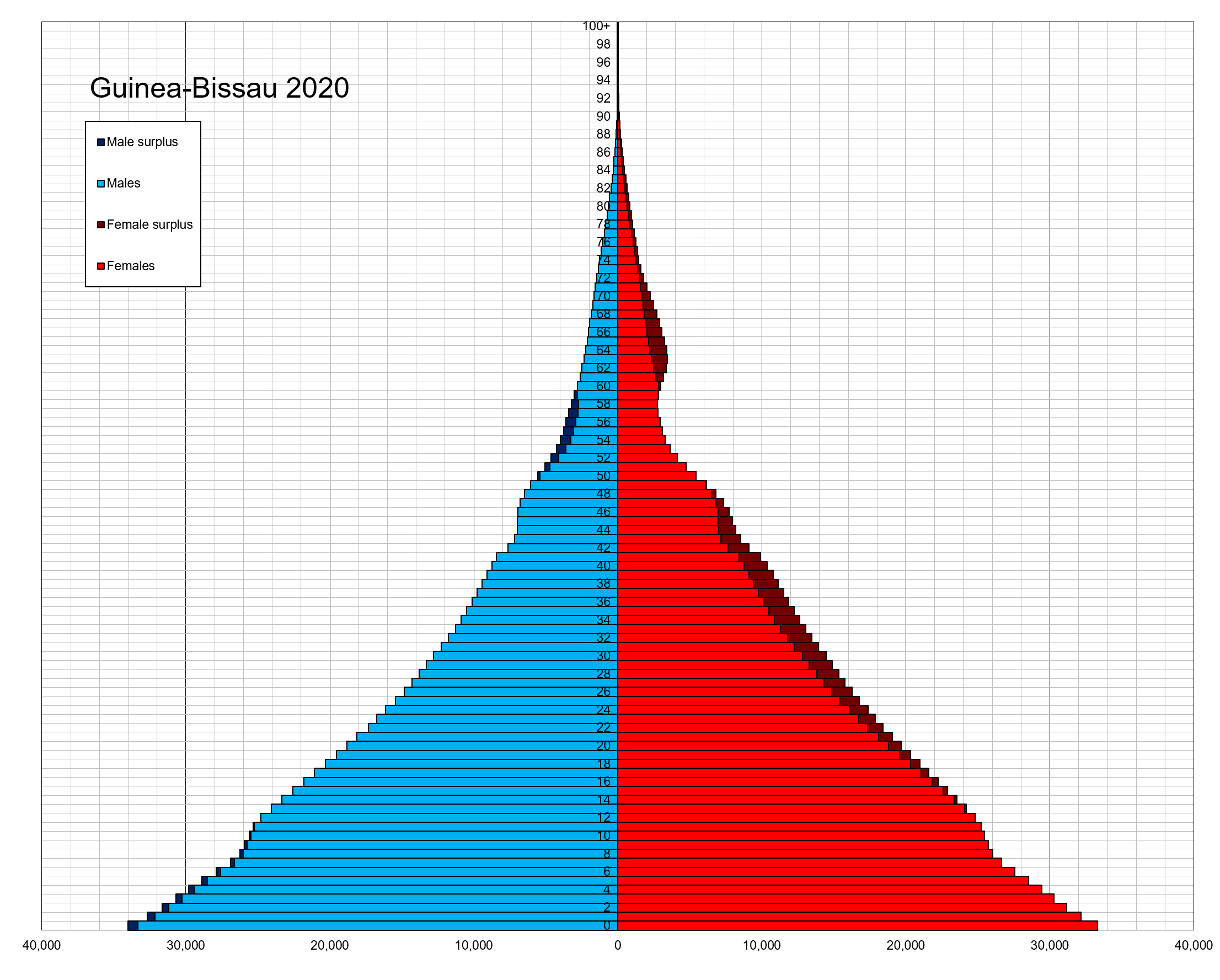
Возрастно-половая пирамида населения Гвинеи-Бисау на 2020 год

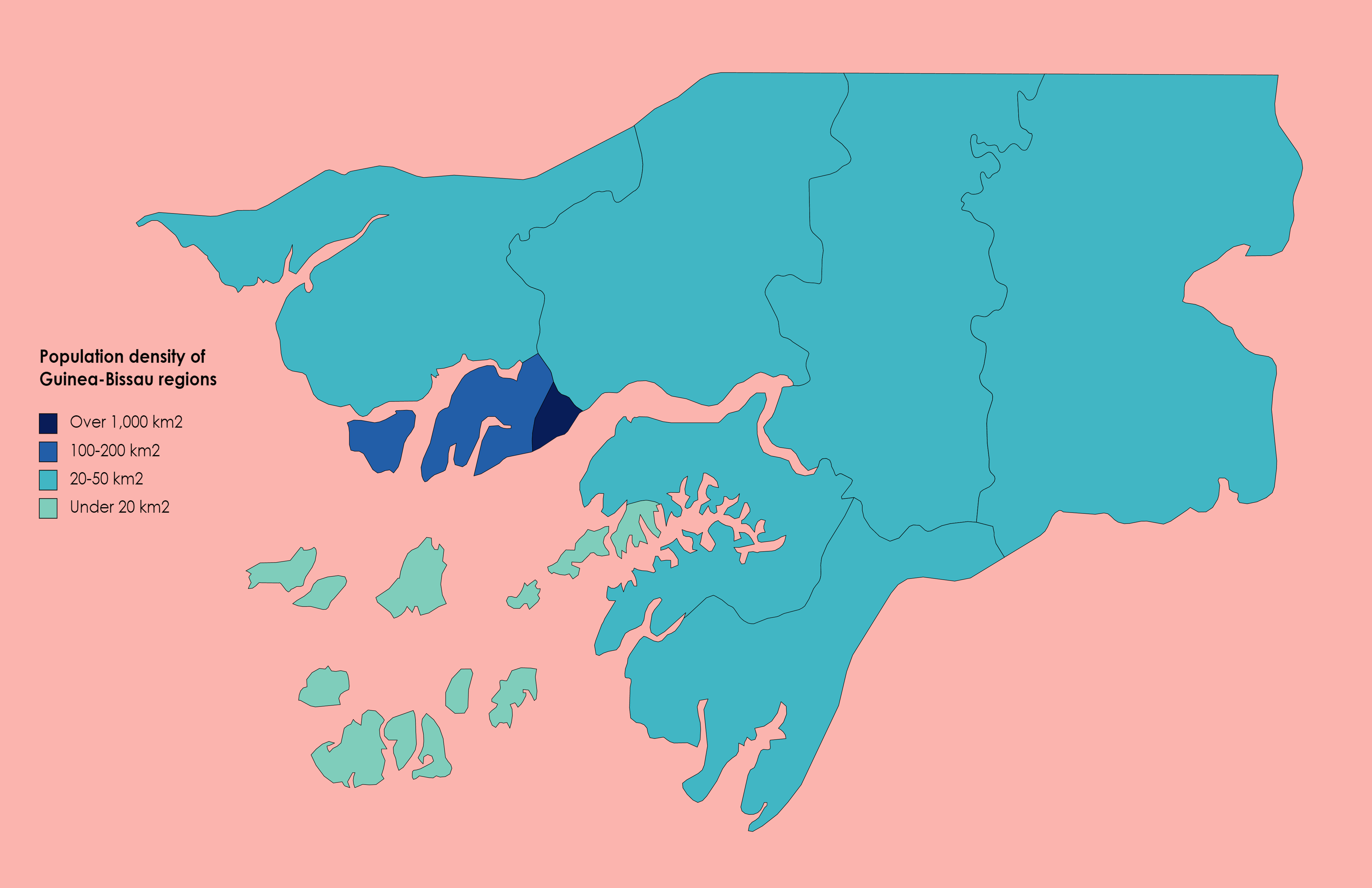
Плотность населения Гвинеи-Бисау по округам на 2019 год

Численность населения — 1,57 млн (оценка на июль 2010).
Годовой прирост — 2 % (2010).
Фертильность — 4,6 рождения на женщину (2010).
Младенческая смертность — 98 на 1000 (2010, 9-е место в мире).
Средняя продолжительность жизни — 48 лет (2010, 216-е место в мире).
Заражённость вирусом иммунодефицита (ВИЧ) — 1,8 % (оценка 2007 года).
Городское население — 30 % (2008).
Этнический состав: баланте 30 %, фульбе 20 %, манджак 14 %, мандинка 13 %, пепель 7 %, другие африканские племена. Белые и мулаты — менее 1 %.
Языки: официальный — португальский, распространён креольский (на основе португальского), а также аборигенные языки.
Религии: мусульмане 50 %, аборигенные верования 40 %, христиане 10 %.

## Образование
Около 99 % населения было неграмотным. В начальных школах всех видов в 1965 году 12,2 тыс. детей.
Грамотность населения старше 15 лет — 42 % (2003), 59,9 % (2020 год).
Университет Амилкара Кабрала — единственный государственный университет.
Вопросами образования всех уровней Гвинеи-Бисау заведует Министерство образования, молодежи и спорта .

## Экономика
Гвинея-Бисау входит в пятёрку самых бедных стран мира. ВВП на душу населения в 2017 году — 790 долл. (166-е место в мире).
Имеются месторождения фосфатов, бокситов, нефти, но они не экспортируются.
Экономика основывается на сельском хозяйстве и рыболовстве (82 % работающих, 62 % ВВП). В последние годы увеличивается культивирование орехов кешью (по их сбору Гвинея-Бисау вышла на пятое место в мире). Основная продовольственная культура — рис. Выращивается также кукуруза, бобовые и тапиока. Промышленность — обработка пищевых продуктов и пивоварение.

### Внешняя торговля
По состоянию на 2016 год:
Экспортные товары — орехи кешью, рыба и креветки, арахис, фрукты. Общий объём экспорта порядка 274 млн $.
Основные покупатели: Индия 78 % (213 млн $), Беларусь 12 % (31,7 млн $), Гана 3,5 % (9,6 млн $).
Импорт — продовольствие, промышленные товары, нефтепродукты. Общий объём импорта порядка 351 млн $.
Основные поставщики: Португалия 25 % (86,7 млн $), Гамбия 17 % (59,1 млн $), Сенегал 15 % (53,1 млн $), Индия 6,3 % (22 млн $) и Китай 6 % (21,2 млн $).
Входит в международную организацию стран АКТ.

#### Наркотрафик кокаина из Южной Америки в Европу
Но главной отраслью и основной статьёй экономики страны является наркотрафик. Ежегодный доход от наркотрафика во всей Гвинее-Бисау грубо оценен в сумму около 2 миллиардов долларов (что в два раза больше ВВП страны).
В 2004—2005 года колумбийские наркокартели используют страну (в основном островную часть, особенно архипелаг Бижагош) как абсолютно безопасный перевалочный пункт для доставки кокаина из Южной Америки в Европу (другие пути сложнее). Наркотик прибывает на кораблях, скоростных катерах, самолётах (с посадкой и без — сброс контейнеров, мешков над сушей и морем). Далее местные наёмники фасуют кокаин мелкими партиями и отправляют в Европу на джипах и грузовиках через Сахару (по бывшей трассе Париж — Дакар), а затем из Марокко переправляют в Испанию вместе с нелегальными иммигрантами (через запаянные пакеты в желудках) и скоростными катерами. Наркомафией из Колумбии полностью куплена местная армия, ВВС и флот, которые не дают местной полиции, журналистам, активистам вести борьбу с контрабандой. Силовики страны даже строят новые аэродромы для приёма самолётов с наркотиками.
Попытки других стран (США и ЕС) повлиять на ситуацию не приносят успеха. Так, в 2010 году США выдвигали обвинения в участии в наркотрафике военным лидерам Гвинеи-Бисау, включая главкомов ВВС и ВМС (все их счета в США были заморожены). 13 апреля 2012 года в Гвинее-Бисау произошёл очередной военный переворот — президента убили, к власти пришла хунта, которую ЕС считает нелегитимной. В мае 2012 года ООН объявила лидеров хунты персонами нон грата. Но наркоперевозки только увеличились. В марте 2015 года, страны-доноры из ЕС перечислили Гвинее-Бисау миллиард евро в рамках 10-летнего плана, призванного привлечь туристов и инвесторов.

## СМИ
Государственная радиокомпания и государственная радиостанция RNGB (Rádio Nacional da Guiné-Bissau — «Национальное радио Гвинеи-Бисау»), государственная телекомпания и государственный телеканал — TGB (Televisão da Guiné-Bissau — «Телевидение Гвинеи-Бисау»).

## Вооружённые силы Гвинеи-Бисау
Военные расходы 8,6 млн долл. Регулярные ВС 9,25 тыс. чел., включая военизированные формирования (жандармерия, 2 тыс. чел.).
Комплектование: по призыву (частично). Моб. ресурсы 313,6 тыс. чел., в том числе годных к военной службе 178,4 тыс.
СВ: 6,8 тыс. чел., 6 батальонов (танковый, 5 пехотных), артиллерийский дивизион, разведывательная и инженерная роты.
Вооружение: 10 танков Т-34, 15 ПТ-76. 10 БРДМ-2, 55 БТР, 26 орудий ПА, 8 120-мм миномётов, 34 ЗАУ, ПЗРК «Стрела-2», несколько 75- и 89-мм БЗО.
ВВС: 100 чел., 3 6. с, б. в. нет.
Самолётный и вертолетный парк: 3 МиГ-17Ф, SA-318,2 SA-319.
ВМС: 350 чел., 2 пограничных катера.